# Patrick Miller

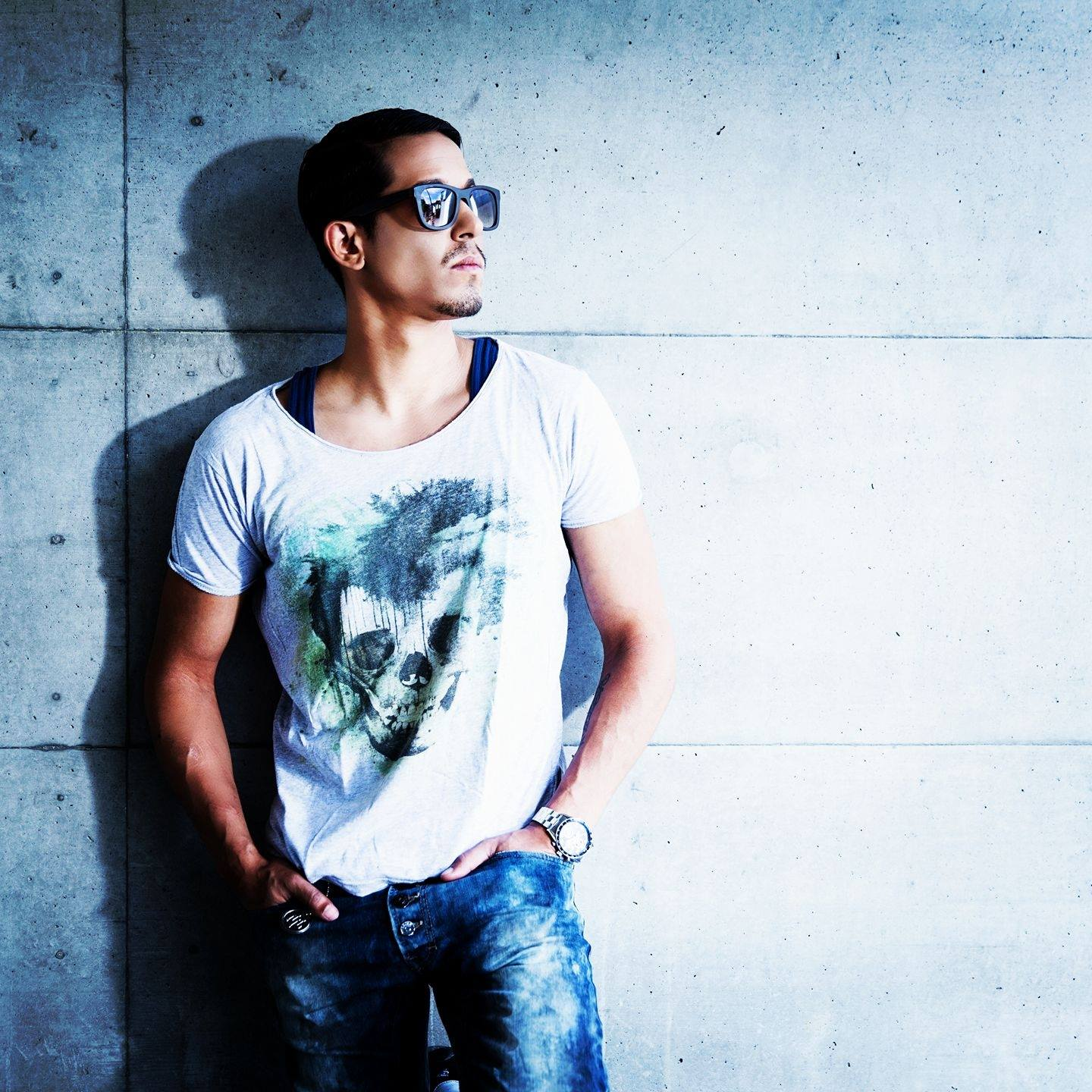
Patrick Miller (2010)

Patrick Miller (* 1. Juli 1980 in Schupfart; bürgerlich Patrick Mohamed Müller) ist ein schweizerisch-kenianischer Rapper, Sänger, Songwriter und Produzent. Bekannt ist er auch unter dem Pseudonym Snipa.

## Privates
Patrick Mohamed Müller ist der Sohn einer Schweiz-Österreicherin und eines Vaters mit kenianisch-arabischer Herkunft. Gemeinsam mit seiner ihn alleine erziehenden Mutter wuchs er in Basel, sowie teilweise bei seiner aus Österreich stammenden Großmutter in Kenia, auf. Da sich seine Eltern früh getrennt hatten, bestand zwischen ihm und seinem Vater kein Kontakt. Zurück aus Kenia – im Alter von fünf Jahren – pendelte Miller zwischen Mutter, Tante und Pflegeeltern. 1988 heiratete seine Mutter erneut und im Jahr darauf erblickte sein Halbbruder das Licht der Welt. Miller besuchte die Grund- und Hauptschule in Dornach SO und absolvierte seinen Schulabschluss als einer der Klassenbesten. Am 7. August 2012 kam Millers erster Sohn zur Welt.

## Karriere

### 1995–2007: Erste Erfahrungen
Patrick Miller ist seit 1995 im Musikgeschäft tätig. Mit 15 Jahren unterrichtete er in den Basler Tanzschulen Move&Power von Barbara Schiess. Trotz seines jungen Alters war er schon damals regelmäßig in großen Musikstudios anzutreffen, wo er mit bekannten Personen wie Nubya und Tanja Dankner arbeitete und seine Aufnahmen machte. Im Jahr 1997 gewann er einen im Radio X live übertragenen Freestyle Contest im ex. Bimbotown in Basel. 1998 besuchte Miller die "Musical Stage School" in Hamburg und schloss dort sein Diplom erfolgreich ab. 2003 kam er in die Finalrunde der deutschen Castingshow Popstars. 2004 trat Miller in der Hammersmith Odeon (London) im Vorprogramm von Chaka Demus & Pliers auf. Am 14. September 2007 wurde der Song By My Side auf dem Album von Madd Family veröffentlicht. Damals war Patrick Miller noch unter dem Künstlernamen "Flava" bekannt. Der Song wurde von Sonal Schönfeld produziert und über Earth Beat Records veröffentlicht. Im Jahr 2007 lernte Patrick Miller die Old-School-Legenden Lords of the Underground kennen, welche sofort von ihm begeistert waren und ihn mit auf die Schweizer Tour nahmen. Mit DJ Lord Jazz ist Miller bis heute noch in Kontakt.

### 2009–2010: Erste Erfolge
2009 veröffentlichte er das Lied Caipirinha,
das sich elf Wochen auf Platz 1 der Radio FM1-Chartshow halten konnte. Unter anderem ist Patrick Miller auch in der House-Musikszene tätig. Einige seiner Produktionen sind die Songs Have Mercy mit Sir Colin, There's No Soul mit Pat Farrell und Right Man mit Josh Green. Im Jahr 2009 traf er auf DJ Tomekk und wurde somit für ein Jahr sein offizieller MC. Im Sommer 2010 flog Miller für einige Wochen nach Berlin, um an einem von DJ Tomekk geleiteten Trainingscamp teilzunehmen. Dort schrieb er mit anderen deutschen und afrikanischen Künstlerinnen und Künstlern Songs und ließ sich inspirieren. Im gleichen Jahr lernte er durch seinen musikalischen Mentor Sonal Schönfeld die aus New York stammende Sharlotte Gibson kennen. Seit diesem Zeitpunkt ist sie Millers Vocal Coach.

### 2011: Durchbruch mitOne Night In Ibiza
Am 15. Juli 2011 erschien eine weitere House-Single. Gemeinsam mit Mike Candys und Evelyn wurde der Song One Night in Ibiza veröffentlicht. Der Titel erreichte in der ersten Woche Platz 23 der schweizer, Platz elf der deutschen, Platz 13 der österreichischen und Platz 35 der französischen Singlecharts. Ausserdem hielt sich der Song auf der deutschen DJ-Playlist "DDP" über zehn Wochen auf Platz 1. Auch der Videoclip zum Song schaffte es in die Top 10 von MTV und VIVA. Am 13. Dezember 2011 erhielt Miller für die Single seine erste Goldene Schallplatte für 15.000 verkaufte Einheiten in der Schweiz. Zudem bekam er bei seinem RTL-II-Liveauftritt am 18. März bei The Dome 61 eine Goldene Schallplatte in Deutschland mit über 150.000 verkauften Singles. Unmittelbar erreichte der Song auch Gold-Status in Österreich.

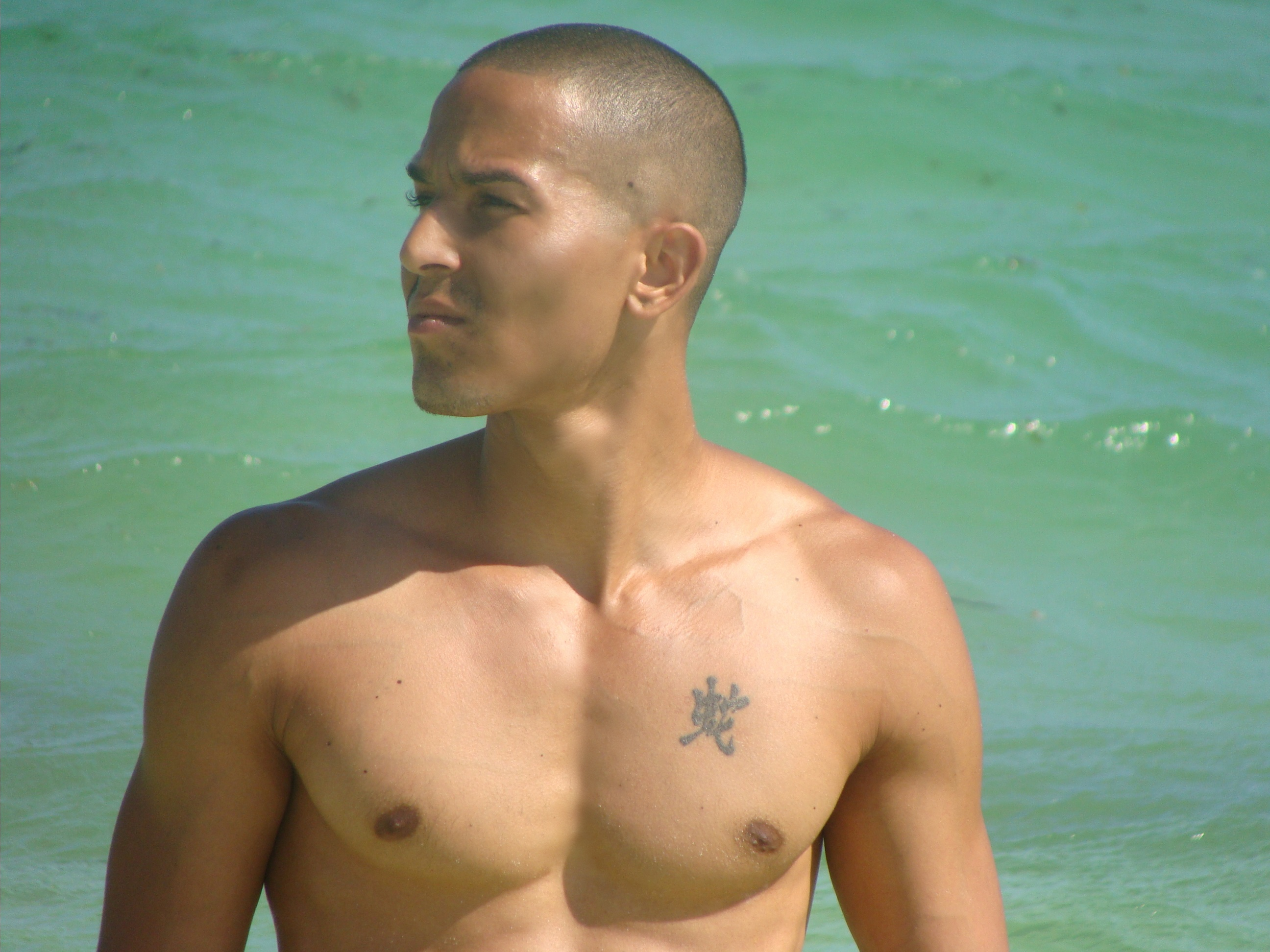
Patrick Miller am Strand in Kenia (2011)

#### 2012 (If the World Would End)
Bei der folgenden Single 2012 (If the World Would End) arbeitete er erneut gemeinsam mit Mike Candys und Evelyn. Sie erschien am 16. März 2012 als Single und wurde bereits kurze Zeit später zu einem Top-10-Hit. In den deutschen und den Schweizer Charts schaffte es die Single auf Platz 3 und erreichte Gold-Status. In Österreich konnte 2012 (If the World Would End) bis auf Platz 2 der Charts klettern und wurde auch hier mit einer goldenen Schallplatte ausgezeichnet. In der Schweiz erreichte der Song Platin-Status.

### 2012: Plattenvertrag bei Kontor Records

#### Dancing in London
Nach zwei erfolgreichen Singles erhielt Miller einen Vertrag bei Kontor Records. Im Juni 2012 veröffentlichte er die Single Dancing in London. Sie erreichte als beste Neueinsteigerin der deutschen Singlecharts Platz 25 und Platz 13 in der Schweiz. In Österreich stieg der Song auf Platz 28 in die Charts ein. Am 3. August wurde ein Remix des Songs veröffentlicht, bei dem der deutsche Rapper Kay One mitwirkte. Zu diesem Remix wurde auch ein Video aufgenommen, das parallel zur Veröffentlichung der Single erschien. Nachdem Patrick Miller am 28. Mai 2012 beim ZDF noch mit dem Song 2012 (If the World Would End) auf der Bühne gestanden hatte, folgte am 22. Juli 2012 sein erster Live-Fernsehauftritt mit Dancing in London beim ZDF-Fernsehgarten.
Kurz nach der Veröffentlichung der Single erschien der Nachfolger I Like to Move It von Patrick Miller und Fatman Scoop zusammen mit Mr. Da Nos, der auf Platz 50 der Schweizer Singlecharts einstieg. Allerdings konnte er sich nur eine Woche in den Charts halten. Am 17. August 2012 erschien die Single Las Vegas. Diese Dance-Single ist von Mr. Da-nos in Zusammenarbeit mit Patrick Miller, der hier unter seinem Pseudonym "Snipa" fungierte. Las Vegas konnte bereits nach einer Woche auf Platz 59 der Schweizer Singlecharts einsteigen. In der darauffolgenden Woche erreichte die Single seine Höchstposition auf Platz 51.
Seine zweite Kontor Records-Single erschien am 14. September 2012 und trägt den Namen U&I (Hakuna Matata). Sie wurde die höchste Neueinsteigerin der deutschen DDP-DJ-Charts und der DDP-Hot 50.
Am 23. Dezember 2012 war Patrick Miller zum ersten Mal mit den Tracks I Like to Move It und Las Vegas bei der Energy Stars For Free auf der Bühne zu sehen. Am 22. Februar 2013 wurde der Song Raise Your Hands in zusammen Arbeit mit Remady & Manu-L veröffentlicht. Am 15. März 2013 folgte die nächste Single; zusammen mit Jack Holiday veröffentlichte Patrick Miller den Song Real Love.

#### 2013:Who's Gonna Know
Für den 27. Dezember 2013 wurde die Veröffentlichung seiner dritten Kontor Records-Single angesetzt. Sie trägt den Namen Who’s Gonna Know. Produziert wurde auch diese vom Schweizer Produzenten und House-DJ David May und wurde auf der Kontor Top of the Clubs Vol. 61 vorgestellt. Auf seiner offiziellen Facebook-Seite gab Patrick Miller bereits Ende November 2013 bekannt, dass neues Material fertiggestellt wurde. Bereits vor der Veröffentlichung der Single erschienen verschiedene Previews und Promo-Versionen im Internet. Miller selbst lud eine Preview des Songs und des offiziellen Musikvideos auf seinem Kanal hoch. Der Titel erhielt sehr positive Kritiken.

#### 2014:United (WM Song)
Im Jahr 2014 gab Miller bekannt, dass er mit dem deutschen Rapper Prince Kay One, der bereits bei seinem Lied Dancing in London mitwirkte, an einem WM-Song arbeitet. Das Lied erschien am 12. Juni 2014, trägt den Titel United und wurde auf RTL Punkt 12 live präsentiert. Mit United wollten die beiden Rapper keinen Fansong für die deutsche Mannschaft schreiben, sondern für alle Teams. Dies implizierten sie insbesondere durch einen kurzen Dialog in der Mitte des Liedes, die Verwendung unterschiedlicher Sprachen, sowie der Tatsache, dass Kay One deutsch-philippinischer und Patrick Miller schweizerisch-kenianischer Abstammung sind. Zudem tragen beide im Musikvideo das Trikot ihres Heimatlandes. Kay One und Patrick Miller schafften mit United auf Platz 14 in Deutschland und Platz 19 in der Schweiz den höchsten Neueinstieg in die offiziellen Single-Charts. In Österreich konnten sie sich 33. Stelle platzieren. Am 13. Juli 2014 traten Kay One und Patrick Miller gemeinsam mit ihrem neuen Hit beim ZDF-Fernsehgarten auf. Unterstützt wurden sie von über 1000 jungen Tänzerinnen und Tänzern, die zu diesem Titel eine gemeinsame Choreografie einstudiert hatten.

## Fernsehen

### Auftritte
- 2011, 2012, 2014: ZDF-Fernsehgarten
- 2011: The Dome 61
- 2012: Energy Stars For Free
- 2014: RTL Punkt 12
- 2021: Die ultimative Chartshow

### Sonstige Fernsehauftritte
- 2003: Popstars Das Duell

### Interviews
- 2012: RTL II News
- 2012, 2013, 2014: Joiz, Joiz Germany
- 2012, 2015: Star TV
- 2015: KIKA

## Projekte als Model
1997 modelte Patrick Miller für die Davidoff Swiss Indoors. 1998 wurde er in Basel am Rhein angesprochen und nach einem Probe-Fotoshooting in eine Agentur aufgenommen. Mit 18 Jahren war er unter anderem auf der Titelseite des Ackermann-Katalogs zu sehen.
1999 lief Miller, gemeinsam mit anderen Models, am Laufsteg für die Kollektion YES OR NO des Unternehmens Manor. 2002 nahm ihn das Unternehmen Smart Roadstar als Model auf.

## Labelgründung
Anfang 2011 gründete Patrick Miller sein eigenes Musiklabel namens Vogue Records. Im Februar des gleichen Jahres übernahm er in Malindi (Kenia) ein bestehendes Musikstudio des kenianischen Künstlers Flavour. Dieser ist ein ehemaliges Bandmitglied der Boygroup Majizee, der in Kenia bereits einige Benefizkonzerte zugunsten von Waisenkindern organisierte.

## Diskografie
Singles

| Jahr | Titel Album         | Höchstplatzierung, Gesamtwochen, AuszeichnungChartplatzierungen (Jahr, Titel, Album, Platzierungen, Wochen, Auszeichnungen, Anmerkungen) | Höchstplatzierung, Gesamtwochen, AuszeichnungChartplatzierungen (Jahr, Titel, Album, Platzierungen, Wochen, Auszeichnungen, Anmerkungen) | Höchstplatzierung, Gesamtwochen, AuszeichnungChartplatzierungen (Jahr, Titel, Album, Platzierungen, Wochen, Auszeichnungen, Anmerkungen) | Höchstplatzierung, Gesamtwochen, AuszeichnungChartplatzierungen (Jahr, Titel, Album, Platzierungen, Wochen, Auszeichnungen, Anmerkungen) | Anmerkungen                                                         |
| Jahr | Titel Album         | DE | AT | CH | FR | Anmerkungen                                                         |
| ---- | ------------------- | --- | --- | --- | --- | ------------------------------------------------------------------- |
| 2012 | Dancing in London – | DE25 (12 Wo.)DE | AT28 (6 Wo.)AT | CH13 (12 Wo.)CH | — | Erstveröffentlichung: 15. Juni 2012 Remix feat. Kay One             |
| 2014 | United –            | DE14 (1 Wo.)DE | AT33 (1 Wo.)AT | CH19 (1 Wo.)CH | — | Erstveröffentlichung: 20. Juni 2014 Prince Kay One & Patrick Miller |